# Comté de Lake (Californie)
Pour les articles homonymes, voir Comté de Lake.

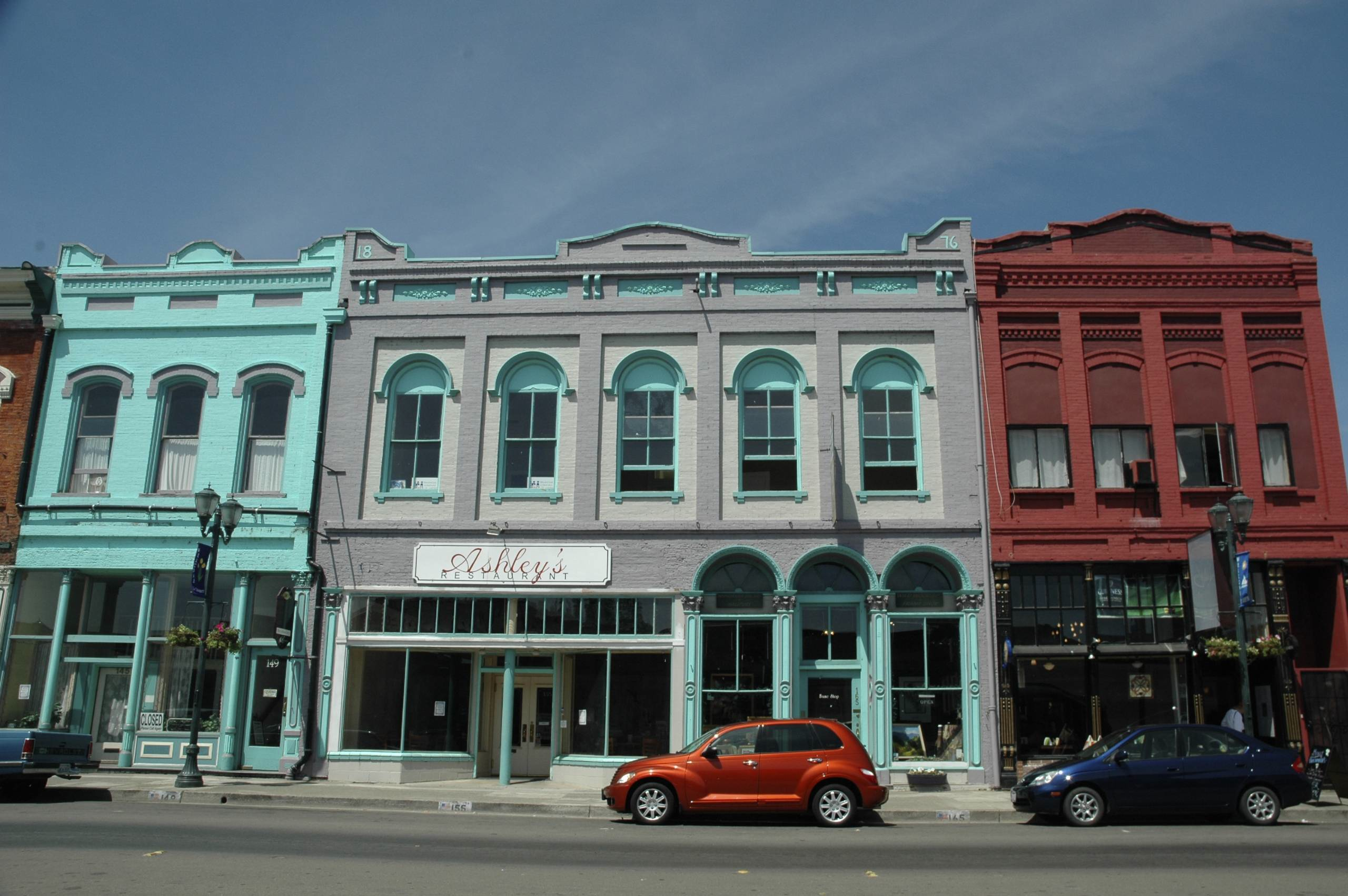
Main Street, au chef-lieu de Lakeport.

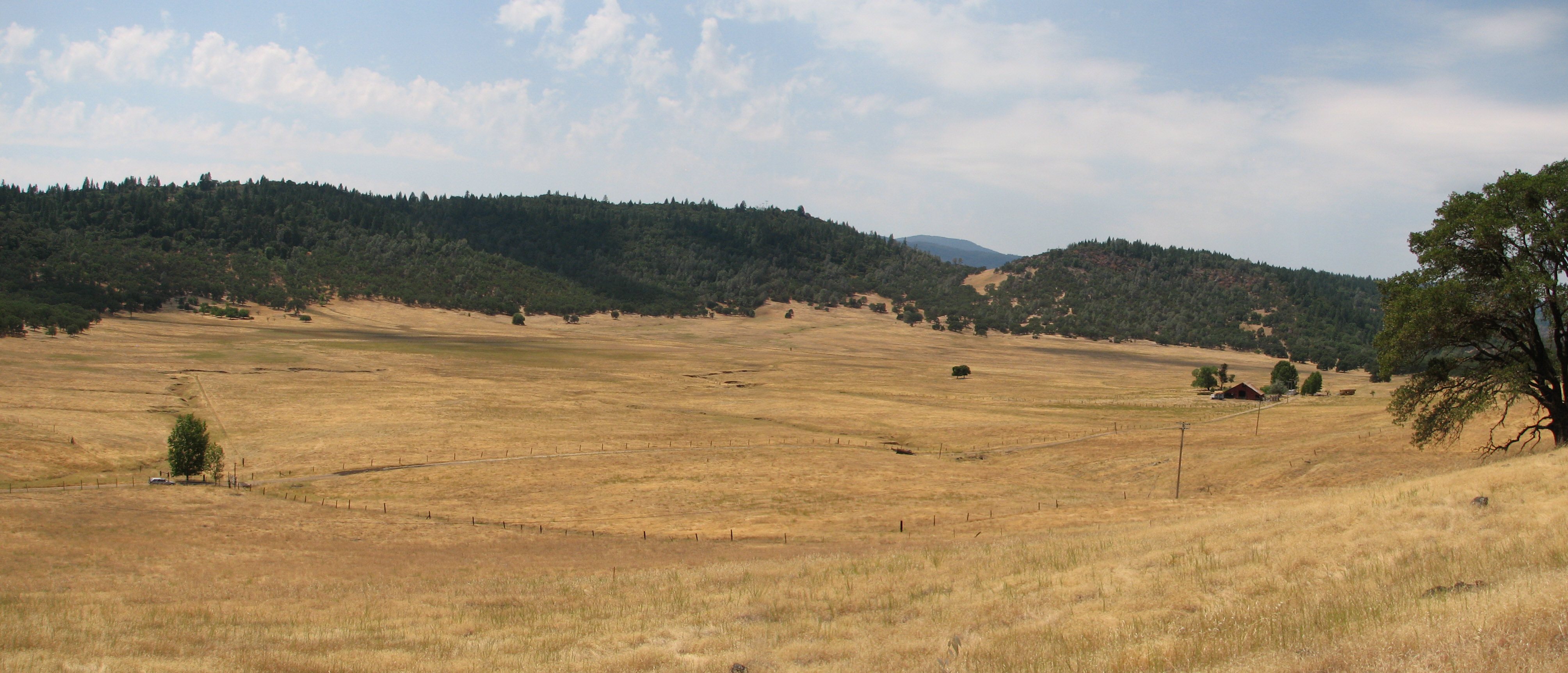
Little High Valley, dans le sud du comté de Lake.

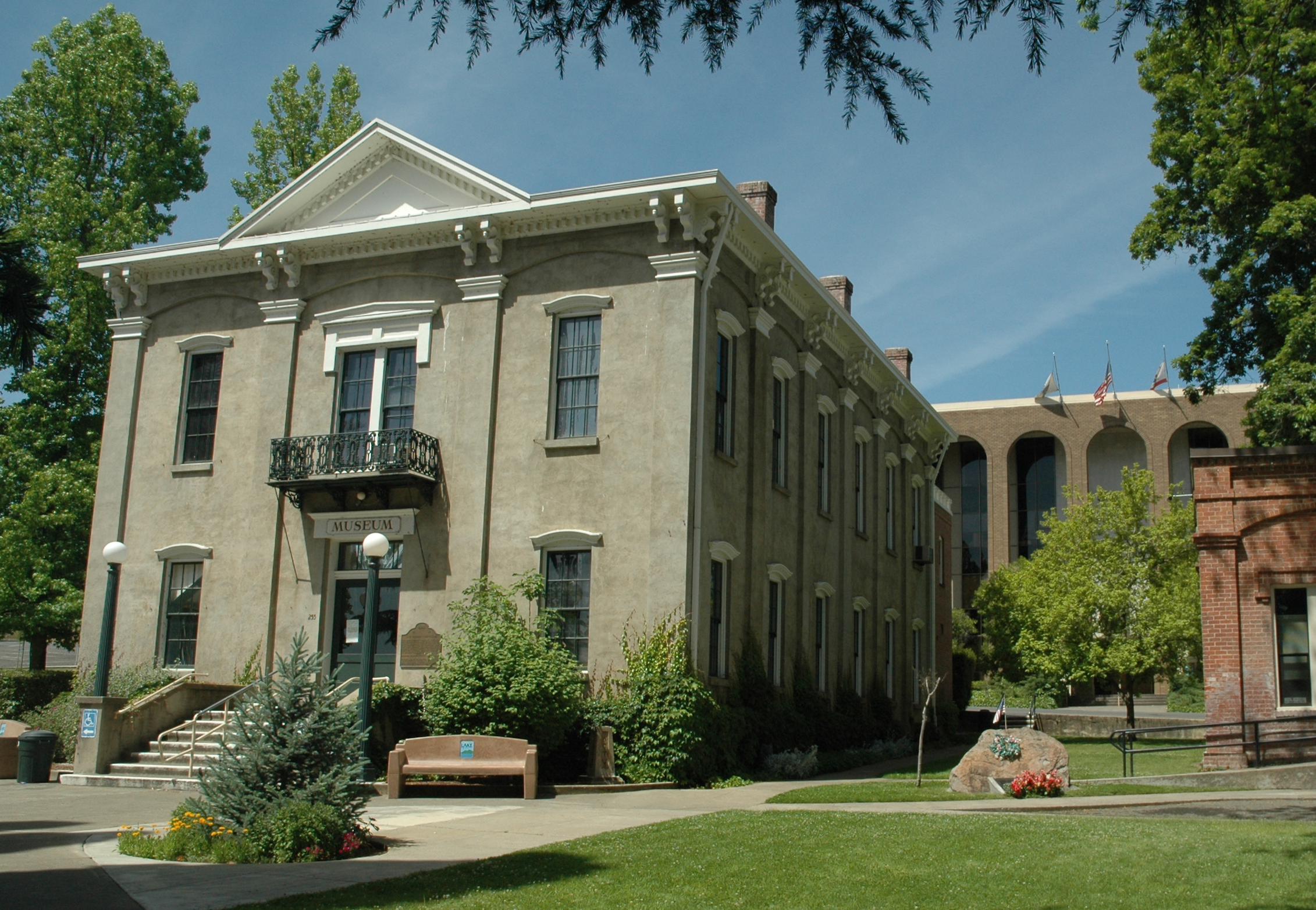
L'ancien palais de justice de Lakeport.

Le comté de Lake est un comté de l'État de Californie aux États-Unis, situé au nord de la région urbaine de San Francisco. Il tient son nom du lac de Clear Lake, sa caractéristique géographique principale. Son chef-lieu est Lakeport.

## Histoire
Les premiers habitants de la région correspondant aujourd'hui au comté de Lake sont les Amérindiens Pomos. Des traces archéologiques indiquent que l'endroit a été peuplé depuis au moins 10 000 ans av. J.-C. Les premiers étrangers à découvrir le comté furent des Aléoutes venus de Fort Ross en 1831, suivis deux ans plus tard par des trappeurs de la Compagnie de la Baie d'Hudson. En 1839, l'Espagnol Mariano Vallejo y amène son bétail, et les premiers pionniers arrivent vers 1845, pour la plupart des cow-boys. Walter Anderson arrive dans la région en 1848 avec sa femme et son beau-frère Henry Beeson dans les environs de la localité aujourd'hui appelée Lower Lake, parmi un convoi d'une centaine de chariots mené par Caleb Greenwood. Anderson émigrera par la suite vers le comté de Mendocino où une vallée porte son nom.
Un autre groupe de pionniers arrive en avril 1854. Le convoi Hammack, comprenant environ 25 personnes, arrive alors dans Big Valley, près de ce qui est aujourd'hui Kelseyville. Le mois suivant arrivent Benjamin et Celia Elliott Dewell, qui avaient tous deux participé à la révolte de la république de Californie, suivis par les parents de Celia à l'automne. Un autre convoi, celui de Copsey, arrive en 1856 dans les environs de Lower Lake.
Une colonie se forme en 1859 sur la rive occidentale de Clear Lake, Forbestown, baptisée d'après William Forbes, un fabricant de chariot détenteur de 160 acres le long du lac. Elle sera plus tard renommée Lakeport.
Le comté de Lake est formé en 1861 à partir de portions des comtés de Napa et de Mendocino. Lakeport est élu comme chef-lieu, puis à nouveau en 1864. En 1867, un incendie détruit la cour de justice de la ville. Un vote transfère le chef-lieu à la ville de Lower Lake, jusqu'en 1870, lorsque Lakeport redevient le chef-lieu définitif.
La découverte de métaux précieux et de sources d'eau chaudes attire de nouveaux pionniers au cours du XIXe siècle. À la fin de celui-ci et au début du XXe siècle, le comté devient une destination populaire malgré un accès difficile, et de grands hôtels et manoirs sont construits pour héberger les touristes, la plupart ayant aujourd'hui disparu à la suite de feux de forêt.
La mise en place de la Prohibition porte un coup rude à l'économie viticole du comté, et de nombreux vignobles sont arrachés pour faire place à des poieraies et des noyeraies, dont beaucoup subsistent (Kelseyville célèbre chaque année un Festival de la poire). Au cours du XXe siècle, l'attrait touristique du comté de Lake est éclipsé par les comtés de Napa et de Sonoma, plus proches de San Francisco et plus faciles d'accès.

## Géographie
D'après le Bureau du recensement des États-Unis, le comté avait en 2000 une superficie totale de 3.256 km², dont 185 km² de superficie aquatique.
Le comté de Lake est bordé au sud par le comté de Napa, au sud-ouest par le comté de Sonoma, à l'ouest et au nord-ouest par le comté de Mendocino, au nord-est par le comté de Glenn, à l'est par le comté de Colusa et au sud-est par le comté de Yolo. Seules les villes de Lakeport et Clearlake sont incorporés en tant que municipalités.
La géographie du comté est dominée par Clear Lake, un lac à 404 mètres d'altitude, alimenté de plusieurs cours d'eau et dont la superficie est de 177 km², ce qui en fait le plus grand lac de Californie (le lac Tahoe a une superficie très supérieure, mais il est partagé avec le Nevada). Clear Lake est considéré comme étant l'un des lacs les plus anciens d'Amérique du Nord, et il alimente le cours d'eau Cache Creek, s'écoulant au sud vers le comté de Yolo, qui détient les droits sur l'eau du lac. Le comté compte aussi de nombreux autres lacs, dont les plus importants sont les Blue Lakes, Lake Pillsbury et Indian Valley Reservoir — ce dernier artificiel, et est arrosé par de nombreux cours d'eau, notamment Forbes Creek et Scotts Creek.
Le comté de Lake est enclavé entre différents massifs montagneux : à l'ouest par la chaîne des monts Mayacamas, qui sert approximativement de frontière naturelle avec le comté de Mendocino, au sud par le mont Saint Helena et d'autres montagnes, à l'est par Bear Mountain, et au nord par Hull Mountain, San Hedron et les sommets voisins. La géologie est marquée par de nombreuses failles et volcans, notamment au sud de Clear Lake, avec les failles du mont Konocti et Collayomi, très actives.

### Environnement
Le comté compte deux parcs d'État, Clear Lake State Park et Anderson Marsh State Historic Park, situés sur la rive sud de Clear Lake.
L'extrémité sud de la Forêt nationale de Mendocino se termine dans le nord-est du comté. Cache Creek National Area chevauche le sud-est du comté mais aussi le sud-ouest du comté de Colusa et le nord du comté de Yolo. Cow Mountain Recreation Area s'étend à travers les monts Mayacamas, à cheval sur les comtés de Lake et Mendocino.
Le comté de Lake est l'habitat de nombreuses espèces menacée, notamment l'herbe rare Legenere limosa.
Le comté, défini comme son propre bassin atmosphérique par l'Air Resources Board de l'État, est parmi ceux qui possèdent l'air le moins pollué de Californie. Clear Lake est cependant victime de pollution, avec un taux de mercure supérieur à la normale et l'invasion de la plante aquatique hydrilla.
En juin et juillet 2008, un incendie de broussailles, le Walker Fire, ravage près de 5 900 hectares à la frontière entre le comté de Lake et celui de Colusa, dans la région de Indian Valley Reservoir, Walker Ridge et Bear Valley.

### Villes et localités
| - Clearlake - Clearlake Highlands - Clearlake Oaks - Cobb - Hidden Valley Lake - Kelseyville - Lakeport | - Lower Lake - Lucerne - Middletown - Nice - North Lakeport - Upper Lake |

### Axes routiers principaux
- California State Route 20
- California State Route 29
- California State Route 175

## Démographie
Selon une estimation du Bureau du recensement des États-Unis, le comté comptait 65 147 habitants en 2005, soit une augmentation de 11,7 % par rapport au recensement de 2000. Toujours selon cette estimation, la population du comté de Lake était à 90,9 % blanche (dont 14,7 % d'origine hispanique ou latino), à 2,2 % afro-américaine, à 3,3 % Amérindienne, à 1,1 % d'origine asiatique, et 2,4 % des habitants se déclaraient d'origine mixte.
En 2000, 70,6 % des habitants étaient propriétaires, et le comté comptait 23 974 foyers. 77,3 % avaient terminé leur scolarité secondaire, et 12,1 % avaient un diplôme universitaire. En 2003, 14,8 % des habitants se situaient sous le seuil de pauvreté.
Le comté de Lake compte plusieurs groupes d'Amérindiens Pomos, dont la bande des Indiens Pomos de Big Valley, la tribu de Robinson Rancheria, les Pomo Habematolel d'Upper Lake, la bande des Indiens Pomos de Middletown Rancheria et la colonie Elem des Indiens Pomo de Sulphur Bank.
| 1870  | 1880  | 1890  | 1900  | 1910  | 1920  |
| ----- | ----- | ----- | ----- | ----- | ----- |
| 2 969 | 6 596 | 7 101 | 6 017 | 5 526 | 5 402 |

| 1930  | 1940  | 1950   | 1960   | 1970   | 1980   |
| ----- | ----- | ------ | ------ | ------ | ------ |
| 7 166 | 8 069 | 11 481 | 13 786 | 19 548 | 36 366 |

| 1990   | 2000   | 2010   | 2020   | - | - |
| ------ | ------ | ------ | ------ | - | - |
| 50 631 | 58 309 | 64 665 | 68 163 | - | - |

## Politique
Le comté de Lake reflète une tendance démocrate dans ses résultats pour les élections présidentielles et congressionnelles. Le dernier candidat républicain a y avoir remporté la majorité des votes était Ronald Reagan en 1984.
Lake fait partie du Premier district congressionnel de Californie, représenté par le démocrate Mike Thompson. Au niveau de la Législature de l'État de Californie, le comté est au sein du premier district de l'Assemblée, où siège une autre démocrate, Patty Berg, et au sein du deuxième district sénatorial, que représente le démocrate Pat Wiggins.

## Économie
En 2002, le comté comptait 4 602 entreprises, dont 31,2 % étaient détenues par des femmes. Le taux de chômage était de 10,4 % en janvier 2008, en hausse de 0,7 % par rapport à la même période un an auparavant.
L'économie est essentiellement rurale, avec notamment plus d'une vingtaine de domaines vinicoles. Le comté comprend plusieurs régions viticoles américaines : High Valley (créée en 2005 et incluse dans la région viticole de Clear Lake), la très confidentielle Benmore Valley, et celle de Red Hills Lake County, créée en 2004, en forte croissance. La région viticole de Guenoc Valley, existant depuis 1981, s'étend elle depuis le comté de Napa jusque dans le sud du comté de Lake. Ces régions viticoles sont toutes incluses dans l'appellation North Coast.
L'entreprise Kendall Jackson fut fondée en 1982 à Lakeport, et bien qu'elle ait désormais son siège dans le comté voisin de Sonoma, elle y détient toujours de nombreux vignobles, ainsi que Beringer Blass et Bell. Lake est également le siège des domaines Steele Wines, Ceāgo Vinegarden, Brassfield Estates et Wildhurst Vineyards.
Les cultures locales incluent également la poire et la noix. Depuis 2005, le comté de Lake détient également le record de plantes de cannabis saisies par les autorités en Californie.
La région est également une destination touristique, populaire chez les amateurs de sports aquatiques, de randonnée pédestre et de pêche. Harbin Hot Springs, où le naturisme est toléré, est connu pour ses sources d'eaux chaudes depuis les années 1860.
Calpine exploite l'une des plus grandes centrales géothermales du monde dans les monts Mayacamas, à la frontière entre les comtés de Lake et Sonoma, dont l'énergie contribue au réseau nord-californien.
Les Amérindiens Pomo, organisés en rancherias, exploitent désormais plusieurs casinos dans le comté : Konocti Vista Casino à l'est de Lakeport, Robinson Rancheria entre Upper Lake et Nice, et Twin Pine au sud de Middletown.
Le comté, qui compte de nombreuses résidences secondaires, est sévèrement affecté par la crise immobilière qui touche l'économie américaine depuis 2007.